# Tegenaria armigera
Tegenaria armigera là một loài nhện trong họ Agelenidae.
Loài này thuộc chi Tegenaria. Tegenaria armigera được Eugène Simon miêu tả năm 1873.